# Häxprocessen i Värmland
Häxprocessen i Värmland pågick mellan 1603-1608 där flera av de som stod anklagade för trolldom avrättades. Denna process var en av de största kända processerna i trolldomsmål innan de stora processerna 1668 till 1676.
Åren 1603–1607 pågick ett flertal häxprocesser i norra Värmland. Baserat på datum för flera mål insända till Karl IX för slutgiltig bedömning framkommer det att år 1607 var ett tiotal kvinnor och män anklagade för förgöring och trolldom under loppet av bara några dagar.  Ingen av dessa kunde presentera värjomålsed och en upphetsad och hatfylld allmogen begärde att fallen drevs vidare. Denna process är näst intill häxjakten i Östergötland 1611–1620 den största kända processen i trolldomsmål innan de stora processerna mellan 1668 och 1676, men också den mest outforskade. En orsak är att de slutgiltiga domsluten är försvunna.
År 1607 fördes talan vid tinget i Fryksdalen mot Mats i Olaby där han anklagades för förgörning och undsägning. Bland de många vittnena fanns han egen bror och han dömdes efter Upplandslagen och Västerås recess till döden, vilket enligt dessa lagar löd bålet för trolldom. Avrättningen underställdes dock Karl IX och samtidigt insändes ett ytterligare antal mål, bland annat från Värmlandsberg och Älvdal till konungen för bedömning. Efter en längre tids dröjsmål, behandlade han i november 1608 alla i ett sammanhang. Han beordrar här ytterligare utredning och föreskriver uttryckligen tortyr i ett bevarat dokumentet.
| ” | Som är beskylld för trolldom, efter han icke kan fria sig och haver så många genom sin förgörning om livet, hälsa och sundhet bragt, så skall man genom bödeln examinera och fråga sanningen av honom...också de övriga bör ytterligare rannsakas var och på vad sätt de trollat och om skäl därtill finnes att så i sanningen skett. | „ |

Detta är bara ett av flera pinliga förhör i trolldomsmål före 1614 som är resultat av direkta order av från Karl IX. Forskarna anser att på grund av målets art och allvarliga anklagelser gick flera avrättningar till verkställighet.